# Ligne B du métro de Mexico
La ligne B est une des douze lignes du métro de Mexico, au Mexique.
Elle dessert 23,7 km de ligne et 21 stations.

## Histoire

### Chronologie
- 1995 : lancement des travaux de la ligne
- 15 décembre 1999 : mise en service de la ligne entre Buenavista et Villa de Aragón
- 30 novembre 2000 : prolongement de Nezahualcóyotl à Ciudad Azteca

### Liste des stations
- Buenavista
- Guerrero
- Garibaldi-Lagunilla
- Lagunilla
- Tepito
- Morelos
- San Lázaro
- Ricardo Flores Magón
- Romero Rubio
- Oceanía
- Deportivo Oceanía
- Bosque de Aragón
- Villa de Aragón
- Nezahualcóyotl
- Impulsora
- Río de los Remedios
- Múzquiz
- Ecatepec
- Olímpica
- Plaza Aragón
- Ciudad Azteca